# Веб-прегледач
Веб-прегледач (енгл. web browser; обично се помиње само као прегледач, енгл. browser) је алатка која кориснику омогућава прегледање веб-страница и мултимедијалних садржаја везаних за исте. Служи за проналажење, прегледање, преузимање и представљање података на светској мрежи (вебу), чије је одредиште одређено веб-адресом (URL-ом), а осим саме веб-странице може бити и чисто слика, снимак или нека друга врста датотеке (фајла). Хипервезе које се налазе на страницама интернет прегледача омогућавају корисницима лакше проналажење жељених података.
Иако су прегледачи првенствено намењени за коришћење светске мреже (веба), они се могу користити и за приступање подацима веб-сервера приватних мрежа или датотекама датотечних система.
Сви наведени програми су графички, што значи да осим текста могу приказивати и визуелне садржаје. Осим графичких постоје и текстуални прегледачи, који могу приказивати искључиво текст (нпр. Линк, енгл. Lynx; Линкс, енгл. Links) и специјализовани говорни прегледачи какве могу да користе слепе или слабовиде особе.

## Историја
као метајезик којим се хипертекстуални документи могу описивати је измислио Тим Бернерс-Ли (радник CERN-а) 1990/1991. године. Први прегледачи били су строго текстуални, а велику промену је 1993. године донео NCSA Mosaic, који је изворно био програм за јуникс, али је убрзо пренет и на друге оперативне системе.
Марк Андресен (водитељ пројекта NCSA Mosaic) је, 1994. године, покренуо властиту фирму — Нетскејп те издао Нетскејп навигатор. Убрзо након тога је и Мајкрософт избацио Интернет експлорер (IE), чиме је започет „рат прегледача”.
Нетскејп је одговорио тако што је изворни код Нетскејп навигатора претворио у отворени код (пракса у производњи и развоју софтвера која промовише приступ изворном коду крајњих производа), но то није успело зауставити опадање заступљености прегледача. Ипак, из тог потеза развио се прегледач Мозила и његова изведеница Фајерфокс.
Од текстуалних прегледача још увек се — иако у врло малом постотку — користе претходно поменути Линк и Линкс.
На линуксу је популаран још и К-освајач (енгл. Konqueror), а на Mac OS X-у Сафари.

## Функционисање
Сваки прегледач је интерпретатор. Страница је писана у коду који прегледач интерпретира као 'нешто свакоме разумљиво'. Сврха веб прегледача је да донесе изворе информација са веба и да их прикаже на корисничком уређају. Тај процес почиње кад корисник унесе униформни локатор ресурса (URL), као што је https://sr.wikipedia.org/, у веб прегледач. Виртуално сви униформни локатори ресурса на вебу почињу са било http: или https: што значи да ће веб претраживач користити протокол за пренос хипертекста. У случају https: комуникација између претраживача и веб сервера је шифрована ради сигурности и приватности. Још један чест URL префикс је file: који се користи за приказивање локалних фајлова који су већ сачувани на корисничком уређају.
Када се веб страница прихвати, механизам за приказивање прегледача је приказује на корисниковом уређају. То укључује разне формате слика и видео записа које претраживач подржава. Веб странице обично садрже хипервезе на друге странице и ресурсе. Сваки линк садржи URL, а када се кликне, претраживач креће ка новом ресурсу. Тако поново почиње процес довођења садржаја кориснику.

## Подешавања
Веб-прегледач типично могу да буду конфигурисани помоћу уграђеног менија. У зависности од прегледача, тај мени се може звати Подешавања, Опције, или Преференце. Тај мени има различите типова подешавања. На пример, корисници могу да промене своју почетну страницу и уобичајену претраживачку машину. Они исто тако могу да промене уобичајене боје веб страница и фонтове. Различите мрежне везе и поставке приватности су такође обично доступне.

### Приватност
Током прегледавања, веб прегледач складишти такозване колачиће приспеле са разних веб сајтова. Неки од њих садрже акредитиве за пријаву или поставке локације сајтова. Други се користе за праћење понашања корисника током дужег временског периода, тако да претраживачи обично обезбеђују подешавања за уклањање колачића приликом изласка из прегледача. За прецизније управљање колачићима потребна су проширења претраживача.